# 亚历山德罗·奥兰多
亚历山德罗·奥兰多（義大利語：Alessandro Orlando，1970年6月1日—），意大利男子足球运动员，司职后卫。他曾入选1992年夏季奥林匹克运动会意大利男子足球队名单，但并未上场参赛。